# Mladen Jeremić
Mladen Jeremić (in serbo Младен Јеремић?; Loznica, 9 gennaio 1988) è un cestista serbo.

## Carriera

### Club
Dal 2007 al 2010 ha giocato in Serbia nello Železnik; nel biennio successivo ha vestito la maglia dell'Hemofarm Vršac. Nel luglio 2012 ha firmato per la Pallacanestro Reggiana.

### Nazionale
Jeremić ha disputato e vinto il Campionato mondiale maschile di pallacanestro Under-19 2007 e l'Europeo Under 20 con le nazionali serbe di categoria.